# Sơn ca bờ biển

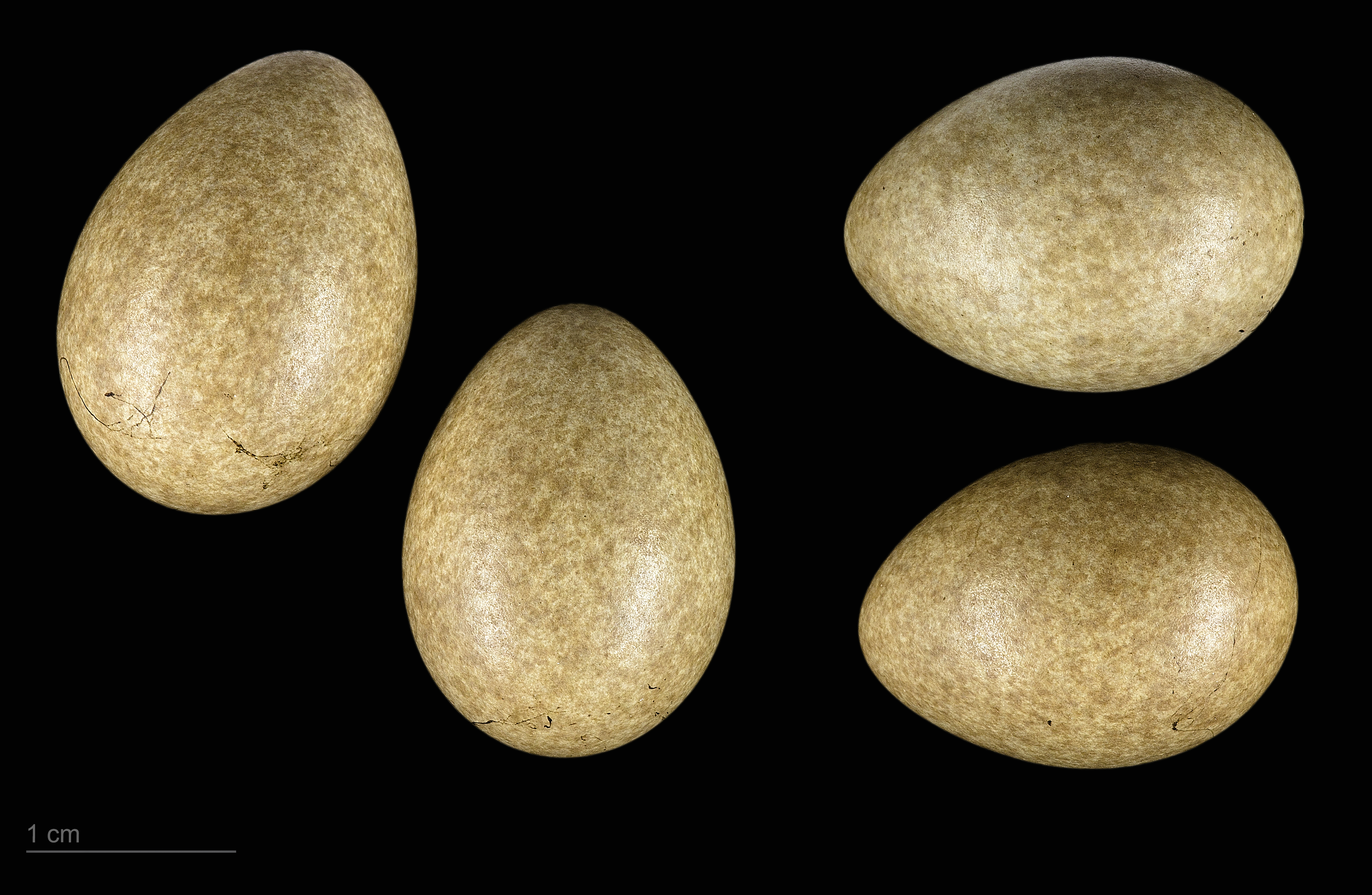
Eremophila alpestris flava

Sơn ca bờ biển hay Sơn ca có sừng (danh pháp hai phần: Eremophila alpestris) là một loài chim thuộc Họ Sơn ca. Loài này sinh sản ở hầu khắp Bắc Mỹ từ Bắc Cực cao tới phía nam tận eo đất Tehuantepec, cực bắc châu Âu và châu Á và ở vùng núi đông nam châu Âu. Ngoài ra còn có một quần thể sinh sống cô lập trên một cao nguyên ở Colombia. Nó chủ yếu sinh sống ở phía nam của phạm vi của nó, nhưng quần thể phía bắc của loài chim này là loài di cư, di chuyển về phía nam vào mùa đông.
Đây là một loài chim của vùng đất mở. Trong lục Á-Âu, nó sinh sản trên tuyến cây trên núi và xa về phía bắc. Trong hầu hết châu Âu, thường được thấy trong mùa đông trên các căn hộ ven bờ biển, dẫn đến tên là sơn ca bờ biển tại châu Âu. Tại Anh, nó là loài dừng chân đông dọc theo bờ biển và ở miền đông nước Anh đã dù một cặp giao phối gần đây phát hiện trong dự trữ thiên nhiên Windmill End ở West Midlands. Ở Mỹ, nơi không có loài sơn ca khác để cạnh tranh với nó, vì vậy nó được tìm thấy trên đất nông nghiệp, trên những thảo nguyên, sa mạc, sân golf và các sân bay, và muốn.